# Ñuu Savi
Ñuu Savi (tiếng Mixtec: "dân mưa") là khu đô thị tự trị thuộc bang Guerrero, México. Ñuu Savi cách thủ phủ bang Chilpancingo 85 kilômét (53 mi) về phía đông nam. Khu đô thị được hình thành từ Ayutla de los Libres theo phê duyệt năm 2021 và có hiệu lực từ ngày 21 tháng 5 năm 2022.

## Địa lý
Khu đô thị Ñuu Savi nằm ở vùng Costa Chica phía đông bang Guerrero, phía bắc giáp Acatepec, phía đông giáp San Luis Acatlán, phía nam giáp Cuautepec và phía tây giáp Ayutla de los Libres. Khu đô thị này có diện tích 361,94 kilômét vuông (139,75 dặm vuông Anh).
Ñuu Savi có khí hậu ôn đới ẩm, nhiều mưa vào hè. Nhiệt độ trung bình dao động từ 20 và 28 °C (68–82 °F), và lượng mưa trung bình hàng năm là từ 1.300 và 2.000 milimét (51–79 in).

## Lịch sử
Thủ phủ Coapinola của Ñuu Savi là nơi định cư lâu đời nhất trong khu vực và từng là trung tâm của chính quyền địa phương Mixtec. Năm 1487, Đế quốc Mexica kiểm soát khu vực này và được sáp nhập vào tỉnh Ayotlán (Ayutla ngày nay) trên ranh giới với Yopitzinco của dân Yope.
Dân Mixtec tại Ayutla bị gạt ra lề xã hội đã khiến họ thức tỉnh chính trị và muốn tự trị. Thập niên 1970, nhà hoạt động địa phương như Hilario Ramírez Morales thúc đẩy việc này nhưng bị ám sát năm 1981. Phong trào dấy lên từ cuộc nổi dậy Zapatista năm 1994 dẫn đến việc chính quyền México báo trả, kể cả việc cưỡng bức triệt sản, hay quân đội México xử tử 11 thủ lĩnh bản địa ở El Charco năm 1998. Từ năm 2012, tình hình an ninh được cải thiện khi dân địa phương thành lập nhóm tự vệ riêng mình liên kết với Coordinadora Regional de Autoridades Comunitarias-Policía Comunitaria.
Năm 2018, quyền tự trị gần hơn hết khi Ayutla trở thành khu đô thị đầu tiên ở Guerrero tổ chức các cuộc bầu cử phi đảng phái theo luật tục. Sau khi lấy thêm ý kiến dân địa phương, ngày 31 tháng 8 năm 2021, cơ quan lập pháp bang Guerrero phê duyệt thành lập đô thị Ñuu Savi bao gồm các cộng đồng dân Mixtec của Ayutla de los Libres.  Việc thành lập được thể hiện qua bản sửa đổi hiến pháp bang được thông qua ngày 13 tháng 1 năm 2022 và có hiệu lực ngày 21 tháng 5 năm 2022.

## Hành chính
Ñuu Savi sẽ tổ chức cuộc bầu cử đầu tiên với tư cách là một khu đô thị tự trị độc lập vào năm 2024. Một chính quyền lâm thời được chỉ định vào tháng 8 năm 2023, do thị trưởng Donaciano Morales Porfirio đứng đầu. Chính quyền khu đô thị San Nicolás bao gồm một chủ tịch, một ủy viên hội đồng (tiếng Tây Ban Nha: síndico) và sáu ủy viên (regidores).

## Nhân khẩu học
Trong Điều tra dân số México năm 2020, các địa phương bao gồm khu đô thị Ñuu Savi hiện nay có dân số 11.099 người. Thủ phủ Coapinola có 387 cư dân.  Các địa phương đông dân nhất là Ahuacachahue 1.505 người và La Concordia 1.125 người.

## Kinh tế và hạ tầng
Ñuu Savi là một trong những khu đô thị nghèo nhất bang Guerrero. Không có bệnh viện, chỉ có giáo dục tiểu học và telesecundaria (từ xa). Nền kinh tế địa phương dựa vào nông nghiệp tự cung tự cấp với cây trồng chính là ngô, đậu và mía.